# Demos (think tank américain)
Ne doit pas être confondu avec Demos (think tank).
Demos est un groupe de réflexion (think-tank) se présentant comme « libéral » et promouvant une démocratie sociale, basé aux États-Unis, créé en 2000, avec comme mission déclarée de « dynamiser le mouvement pour une démocratie juste, inclusive et multiraciale ». Le président de l'organisation est Taifa Smith Butler, anciennement du Georgia Budget and Policy Institute. Ce groupe a notamment compté parmi ses membres un futur président des États-Unis :  Barack Obama (alors sénateur de l'État de l'Illinois).
Ce think-tank ne doit pas être confondu avec un autre think-tank, anglais, du même nom, créé quelques années plus tôt, très lié aux années du gouvernement travailliste anglais, souvent présenté comme ayant façonné les concepts de New Labour, mais sans lien avec son homonyme américain.

## Histoire

### Fondation

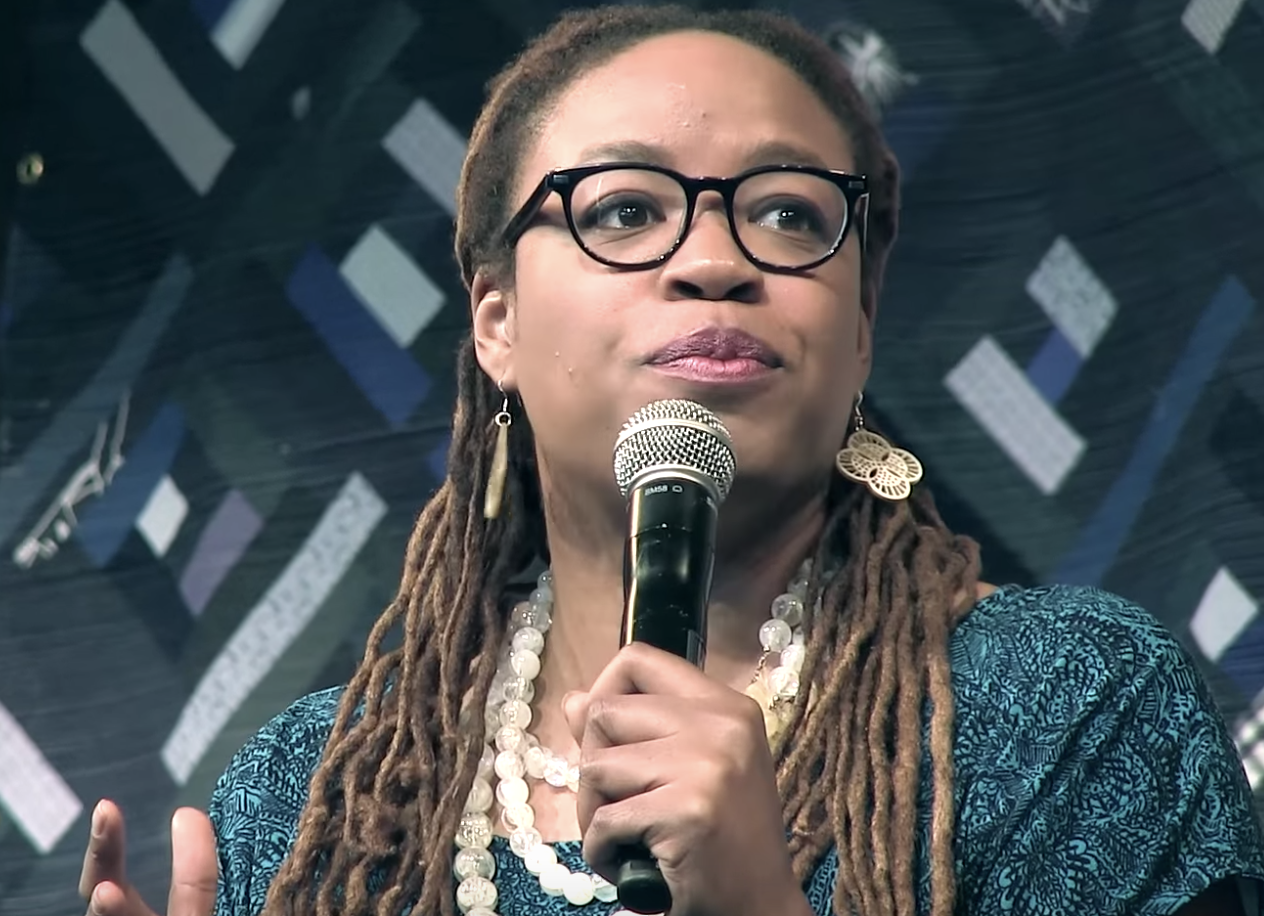
Heather McGhee, qui a dirigé le think-tank Demos durant quatre ans (de 2014 à 2018).

La création de Demos a été envisagée et préparée à la fin des années 1990 par Charles Halpern, qui était alors président de la Fondation Nathan Cummings (il l'a été de 1989 à 2000). Cette fondation, créée lors de la seconde guerre mondiale, en 1942, s'est donné par mission de défendre et promouvoir la justice sociale et de la démocratie.
Halpern souhaitait notamment créer un contre-pouvoir à l’influence croissante des nombreux groupes de réflexion de la droite libertarienne américaine, tels que la Heritage Foundation ; il voulait créer une organisation multidisciplinaire qui se concentrerait sur le développement et le plaidoyer en faveur de politiques progressistes.
David Callahan, membre de la Century Foundation, et Stephen B. Heintz, vice-président de l' EastWest Institute, ont rejoint Halpern pour fonder Demos.
Les membres fondateurs du conseil d'administration comprenaient Arnie Miller, d'Isaacson Miller, un cabinet de recrutement de cadres ; David Skaggs, un membre du Congrès du Colorado ; et le futur président Barack Obama, alors sénateur de l'État de l'Illinois .
En mars 2000, Demos a ouvert son premier bureau à New York, avec Stephen B. Heintz comme président. Cette année là, le groupe a concentré sa réflexion sur les moyens de résoudre les inégalités économiques et d’augmenter de la participation civique, via une démocratie plus inclusive. Ces deux domaines continuent de représenter une grande partie du travail principal de Demos.
En 2001, Heintz, démissionnaire, est remplacé par Miles S. Rapoport, législateur du Connecticut (1985-1995) et secrétaire d'État (1995-1999).
En mars 2014, Rapoport quitte Demos pour devenir président de Common Cause, un groupe de surveillance.
Heather McGhee, anciennement vice-présidente des politiques et de la sensibilisation chez Demos endosse la présidence du groupe. McGhee est désormais Distinguished Senior Fellow chez Demos. En 2018, Demos a nommé Sabeel Rahman comme nouveau président.
En 2016, Demos exclue du groupe le blogueur Matt Bruenig après qu'il a  qualifié la présidente du Center for American Progress, Neera Tanden, de salope,.

## Enjeux, problèmes
Demos a été l'un des acteurs d'une plainte déposée en 2005, alléguant que le secrétaire d'État de l'Ohio Ken Blackwell, le gouverneur Bob Taft et leurs prédécesseurs n'avaient pas protégé les droits fondamentaux des électeurs de l'Ohio à voter de manière significative, comme l'exigent les clauses de protection égale et de procédure régulière du quatorzième amendement de la Constitution des États-Unis. L'accord était contraignant et obligeait l'État à assurer l'uniformité et la cohérence des procédures électorales de l'Ohio afin que la possibilité de voter puisse être appréciée de manière égale par tous les citoyens de l'Ohio.